# Chlorogomphus papilio
Chlorogomphus papilio is een echte libel (Anisoptera) uit de familie van de Chlorogomphidae.
De wetenschappelijke naam van de soort werd in 1927 gepubliceerd door Friedrich Ris.